# گیری/هاجی
گی‌ری/هاجی (ژاپنی: 義理/恥, 'Duty/Shame') یک مجموعه تلویزیونی جنایی است که از ۱۷ اکتبر ۲۰۱۹ از بی‌بی‌سی دو در بریتانیا و از ۱۰ ژانویه ۲۰۲۰ از نتفلیکس به صورت بین‌المللی پخش شد. این مجنوعه یک تولید مشترک بین بی‌بی‌سی و نتفلیکس و به تهیه‌کنندگی و نویستدگی توسط جو بارتون است. در این مجموعه تاکه‌هیرو هیرا، کلی مکدونالد، یوسوکه کوبوزوکا، کاتسویا، ماساهیرو موتوکی، جاستین لانگ، آنا ساوایی و چارلی کرید-میلز ایفای نقش کردند. این مجموعه در لندن و توکیو واقع شده و دیالوگ‌های آن به زبان انگلیسی و ژاپنی گفته می‌شود. در سپتامبر ۲۰۲۰، این مجموعه توسط بی‌بی‌سی و نتفلیکس لغو شد.

## بازیگران
- تاکه‌هیرو هیرا در نقش کنزو موری (ژاپنی: 森健三, Mori Kenzō)[۱]
- کلی مکدونالد در نقش سارا ویتزمان[۱][۳]
- یوسوکه کوبوزوکا در نقش یوتو موری (ژاپنی: 森勇人, Mori Yūto)[۱]
- ماساهیرو موتوکی در نقش فوکوهارا (ژاپنی: 福原, Fukuhara)[۱]
- چارلی کرید-میلز در نقش کانر ابوت[۱]
- جاستین لانگ در نقش الیس ویکرز[۱]
- یوسوکه کوبوزوکا در نقش ری (ژاپنی: レイ, Rei)
- کاتسویا در نقش توشیو (ژاپنی: としお, Toshio)
- تونی پیتس در نقش استیو[۱]
- آنا ساوایی در نقش ایکو (ژاپنی: 栄子, Eiko)
- تونی وی در نقش روی
- ویل شارپ